# The Night Flier
The Night Flier (br: Vôo Noturno) é um filme produzido nos Estados Unidos em 1997, escrito por Mark Pavia e dirigido por Mark Pavia.
O filme e baseado no conto do escritor Stephen King retirado do livro intitulado no Brasil de “Pesadelos e Paisagens Noturnas” (Nightmares & Dreamscapes) de (1993), chamado “Piloto da Noite”, e que também havia sido publicado antes no livro de antologia “Prime Evil” (1988), além de King, a coletânea reunia histórias criadas por outros icônes do gênero, como por exemplo Clive Barker. Embora desconhecido por muitos, é considerado uma das melhores adaptações de King.

## Sinopse
Um misterioso assassino em série esta fazendo vitímas em pequenos aeroportos no interior dos Estados Unidos. A única pista sobre o homicida é que ele tem uma aeronave preta de pequeno porte, um Cessna Skymaster bimotor que só pousa em pequenos aeroportos sempre durante a noite. Cabe a um frio e anti-social repórter Richard Dees (Miguel Ferrer) de um tablóide de noticias sensacionalistas, cobrir a misteriosa onda de mortes brutais e sangrentas. Seus métodos de colher informações são pouco ortodoxos, levando-o a cometer injúrias contra seus colegas de profissão e contra as vítimas do assassino.

## Elenco
- Miguel Ferrer.... Richard Dees
- Julie Entwisle.... Katherine Blair
- Dan Monahan....  Merton Morrison
- Michael H. Moss....  Dwight Renfield
- John Bennes.... Ezran Hannone
- Beverly Skinner.... Selida McCamon